# Rebecca Liddiard
Rebecca Liddiard (Londres, Canadá, 8 de enero de 1990) es una actriz canadiense. Es conocida por su papel de la agente Adelaide Stratton en la serie transatlántica de misterio de 2016 Houdini y Doyle y por interpretar a la agente de moralidad Mary Shaw en Frankie Drake Mysteries.
Liddiard nació en Londres, Ontario. Estudió interpretación teatral en la Ryerson University. Se mudó a Toronto cuando tenía 18 años y trabajó allí como gerente de oficina a tiempo parcial durante algún tiempo.
En febrero de 2016, interpretó el papel protagonista de Thai en la producción del Tarragon Theatre de la obra de Kat Sandler “'Mustard”'.
Apareció como la protagonista Ella en la serie web “”MsLabelled“”, y tuvo el papel recurrente de Hanna en la serie dramática de ciencia ficción City “”Between“”.
Alcanzó un mayor reconocimiento tras ser elegida para interpretar el papel de la agente Adelaide Stratton en la serie británica-canadiense-estadounidense de misterio de época «Houdini y Doyle» en 2016. En el 2017 también interpretó el papel de Mary Whitney en la serie Alias Grace.
De 2017 a 2021, Liddiard interpretó el papel habitual de Mary, una agente de la policía moral en el Toronto de los años 20, en la serie de misterio y drama de la CBC “”Frankie Drake Mysteries“”. En 2019, interpretó a Madelyn, una superviviente de un accidente aéreo, en la primera temporada de la serie de televisión británica-canadiense de suspense «Departure».